# Temporada 1876-1877 del Liceu
La temporada 1876-1877 del Liceu va ser la primera en la que va representar l'òpera més programada de tota la història del Liceu: Aida de Verdi. El paper principal fou confiat a la soprano Teresa Singer, que ja s'havia encarregat del mateix en la seva estrena a Catalunya, l'any anterior, al Teatre Principal.
El Liceu va comptar aquesta temporada amb bons cantants, com la soprano Romilda Pantaleoni, la mezzosoprano Rosa Vercolini, el gran tenor Francesco Tamagno, el cada dia més famós baix mallorquí Francesco Uetam, el baríton Giovanni Roudil, el baix català Agustí Rodas, i la soprano espanyola Carolina Cepeda. En aquests moments, i gràcies als nous mitjans de transport com el ferrocarril, els cantants ja no escripturen per tota tota la temporada i van alternant diverses ciutats.
El 14 d'octubre de 1876 va començar al gran coliseu la temporada que podem anomenar d'hivern, a càrrec de la mateixa empresa que ho va fer els quatre anys anteriors, contractant una companyia d'òpera italiana amb els següents cantants dirigits per Eusebi Dalmau:

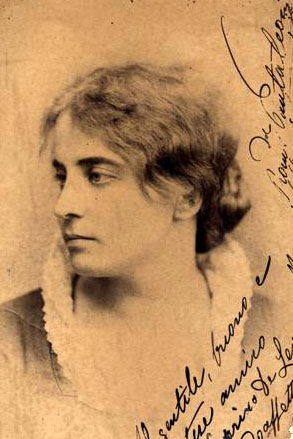
Romilda Pantaleoni, el 1875

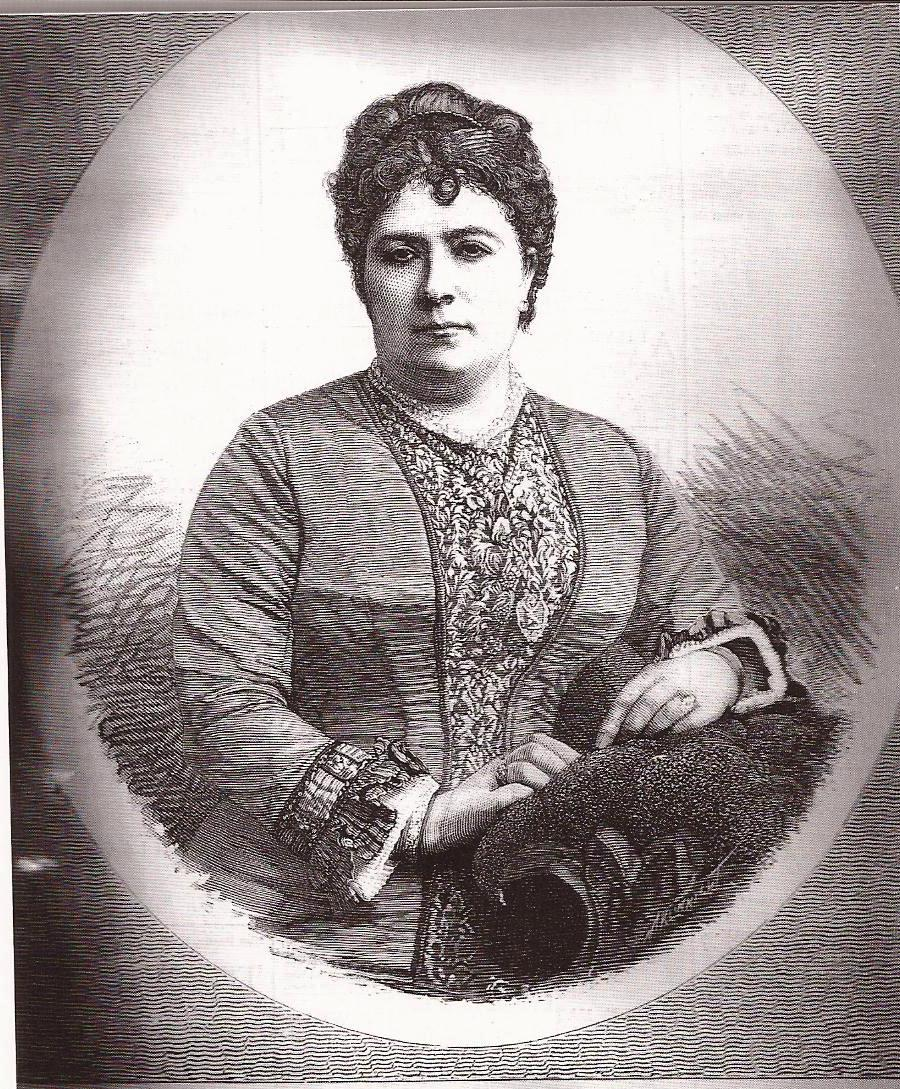
Carolina Casanova de Cepeda

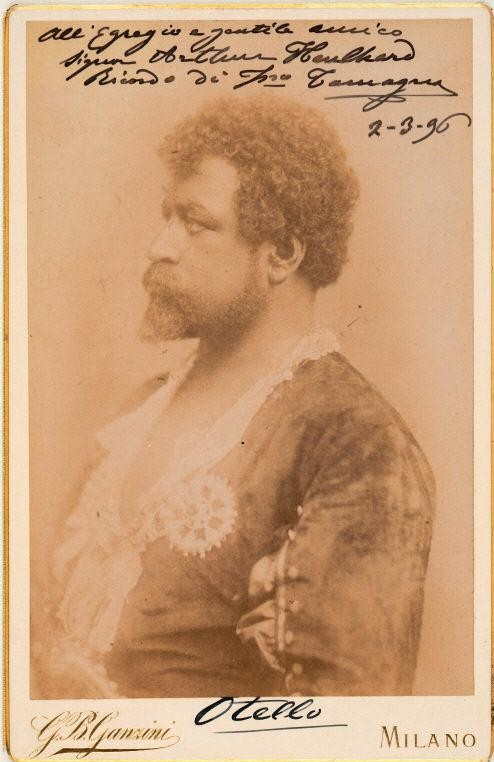
Francesco Tamagno en el rol d'Otello

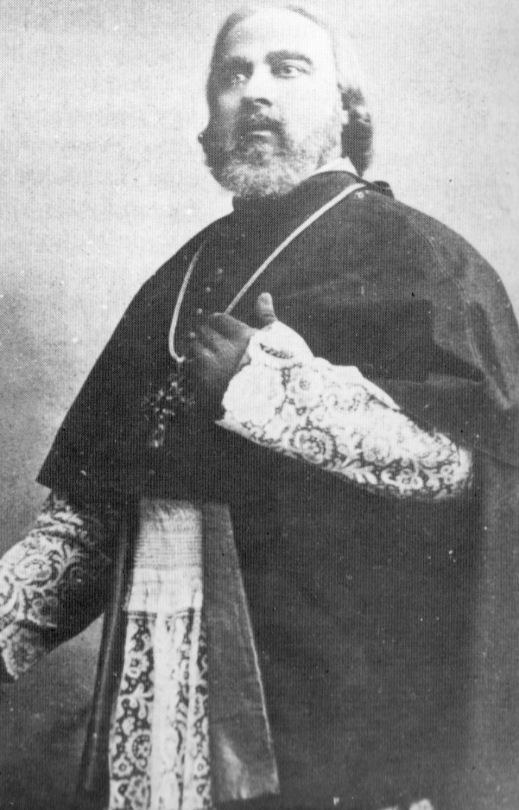
Francesco Uetam com a Cardenal a La Juive

- Romilda Pantaleoni, prima donna soprano, de veu prima en les cordes baixa i mitjana, però expansiva i vibrant en l'aguda, encara que amb un timbre una mica estrident. Aquesta artista cantà amb expressió i correcte estil, frasejà bé i graduà amb oportunitat la intensitat de la veu, sent la seva expressió dramàtica sempre justa i mai exagerada. Amb aquestes qualitats va ser ben rebuda del públic, que no va escassejar els aplaudiments durant els quatre mesos que va funcionar en el gran coliseu.
- Vries de Reims, prima donna soprano, filla d'una altra artista de vàlua i del primer cognom, que va cantar amb general aplaudiment al teatre de la Santa Creu, divuit anys enrere. La de Vries, filla, no li va a la saga a la seva mare en talent de cantatriu dramàtica, bé que la primera es distingia per un altre gènere de cant. La Sra Vries de Reims posseïa una veu molt sfogata, pastosa i agradable, amb uns punts sobreaguts espontanis i molt tersos, per rodons i sonors, i una vocalització acurada, una escola de cant molt correcta i de bon gust. Aquesta cantatriu, però, feia servir amb sobrada freqüència la mitja veu per economia del seu òrgan vocal, el que li donava al seu cant certa monotonia de colorit. A més, es permetia aquesta cantatriu sobrades variants en les repeticions de les cabaletas i donava també massa desenvolupament a les cadències finals. De totes maneres, com la de Vries va acreditar ser idònia per al cant bellinià, es va conquistar el favor del públic durant els quatre mesos que va estar contractada al Liceu.
- Rosina Vercolini Tay, prima donna contralt ja coneguda abans del públic, que tenia les seves simpaties guanyades i que les va conservar durant tot l'any teatral, per les facultats i dots artístiques.
- Caruzzi i Mathilde Bauermeister, dues primas donnas que van debutar a la fi de febrer que no van ser ben rebudes del públic, perquè la primera tenia un timbre de veu dur per a les inflexions del cant, i si bé a la segona no li faltava flexibilitat de coll per a l'execució d'agilitat, la seva veu era molt escassa en les cordes baixa i mitjana per produir efecte en el cant. Les dues cantatrius varen rescindir els seus contractes, havent donat només dues representacions de Mignon.
- Carolina Casanova de Cepeda, prima donna soprano de veu extensa, robusta i sonora, amb una intensitat o força que economitza en els punts sobreaguts, quan els ha de sostenir, sense que retrocedeixi per això en el cant. La seva escola és correcta, i té brio i neta agilitat, imprimint als seus papers sentiment i intencionada expressió; qualitats que li van valer entusiastes aplaudiments dels seus compatricis en els dos mesos que va funcionar, des d'últims de febrer fins a final de març, ja que el públic va saber apreciar el seu talent i distingits dots de cantatriu dramàtica.
- Teresina Singer, prima donna soprano, que va venir a reemplaçar a la Cepeda, coneguda avantatjosament del públic per haver cantat dos mesos de l'any anterior en el teatre de la Santa Creu amb general aplaudiment a Aida, òpera que va tornar a cantar al gran coliseu, durant els dos últims mesos de la temporada, amb no menys aplaudiments que l'any anterior en aquell.
- Amalia Fossa Gruitz, prima donna soprano, filla d'una altra cantatriu del segon cognom que havia cantat en el mateix gran teatre 27 anys enrere amb un general aplaudiment. La Fossa, filla, havia cantat també sis mesos abans al Teatre del Circ d'aquesta ciutat, en poques funcions, captant llavors les simpaties del públic, ja que tenia una veu de soprano fresca i espontània, a la qual donava expansió, quan convenia, sense abusar de les seves facultats. El seu estil era correcte i donava bona il·lació al cant, que matisava amb l'encertat ús de la mitja veu. A més, es distingia en l'estil clàssic del cant dramàtic, ja que el rossinià sortia de la seva gola correcte, net i de bon gust, sense adulteració de les melodies o cantables, amb poques excepcions. No obstant això, la Fossa abusava de vegades en les cadències i fermates dels punts stacattos, que tenia molt clars i sonors, i alguna vegada era una mica difusa en aquestes cadències finals. De totes maneres, com aquesta artista tenia dots poc comuns de cantatriu dramàtica, i també moltes facultats, el públic la va saber apreciar i li va manifestar les seves vives simpaties en totes les representacions en què va prendre part durant els dos últims mesos de la temporada que va estar contractada.
- Abans havia debutat una altra prima donna, B. Kauser, que com que va ser mal rebuda pel públic va rescindir el seu contracte les primeres funcions. També va estar contractada, des de mitjans de la temporada, la catalana Senespleda, prima donna soprano, de veu bastant feble en les cordes greus i en les mitjanes, però una mica més intensa a l'aguda; que cantà regularment i no li faltà agilitat d'execució, la cantatriu va donar poques representacions. A més, des del començament de la temporada teatral varen formar part de la companyia d'òpera G. Prandi, prima donna mezzosoprano de veu fresca i agradable, que cantà regularment; A. Montagut, C. Mognaschi i M. Sandoni, en qualitat de comprirmarias, però que no passaren de la categoria de segones parts.
- Francesco Tamagno, primer tenor, reescriturat, que ja havia cantat l'any anterior en el mateix teatre, i que per les seves avantatjoses qualitats va continuar gaudint de les simpaties del públic, que li va prodigar els seus aplaudiments. No obstant això, aquest cantant començava a amanerar-se en el seu estil.
- E. de Reims, primer tenor de veu molt gutural i una mica dura en els punts aguts, qualitats que la feia desagradable. Encara que cantava correctament i amb expressió, es veia que no estava acostumat a l'estil italià, en la manera de frasejar i d'emetre la veu en certes transicions, el que perjudicava també l'efecte del cant. Aquest cantant no va tenir simpaties i va prendre part en poques funcions; havent acabat la seva contracta a últims de febrer amb la seva dona la prima donna de Vries.
- L. Chelli, primer tenor de veu dura i poc dúctil, el defecte era més notable en les transicions agudes, quan donava expansió a aquella, i que pel mateix eren ingrates pel frec gutural que es percebia en elles; doncs quan reprimia el seu òrgan vocal era menys ingrata la veu d'aquest artista. D'altra banda, cantà amb intel·ligència i força expressió; però aquestes qualitats quedaven perjudicades sovint per aquelles altres menys favorables i per la seva pronunciació, que tenia regustos del seu accent francès. Aquest artista va ser bastant ben rebut i va funcionar des del principi de la temporada fins a mitjans de febrer.
- Alessandro Bettini, primer tenor que va debutar a últims del mateix mes, de veu sonora i de bon timbre, però els punts aguts eren molt tènues i amb prou feines es percebien. Encara que aquest cantor vocalitzava i frasejava bé, va cantar amb tant llanguiment, generalment, que amb prou feines va fer efecte, sent aquest de vegades gens grat; bé que en alguna ocasió va desplegar més enteresa de veu i més decisió en el cant. Com que no va ser ben rebut pel públic, només va donar dues representacions de l'òpera Mignon i va rescindir el seu contracte.
- Massimo Ciapini, primer baríton de veu poc timbrada, de vocalització correcta i acurada i de sobri gust en el cant, si bé que quan ha de donar-li expansió li falta espontaneïtat de veu. Aquest artista va ser ben rebut des del principi de la temporada, i fins a la fi d'aquesta el públic mai li va escatimar els aplaudiments.
- Giovanni Roudil, primer baríton, ja conegut abans, per haver cantat una curta temporada l'òpera francesa en el teatre de la Santa Creu. Aquest artista va tornar sense haver perdut gens les avantatjoses qualitats que li van recomanar molt ja llavors, com ara: veu robusta, espontània i bastant sonora, a la qual donà oportuna expansió i il·lació, segons requerien els cantables; cantà amb correcció, bon fraseig i amb l'expressió i enteresa convenients. El baríton Roudil, que va estar contractat durant tota la temporada teatral, va ser un dels cantants predilectes del públic que el va satisfer d'aplaudiments.
- Fauré, primer baix de veu bastant robusta, encara que poc agradable a la corda baixa; cantor regular que només va exercir el paper de Melchtal del Guillaume Tell, al principi de la temporada.
- P. Milesi, primer baix de veu vibrant, encara que no molt voluminosa, que cantà discretament i que va ser ben rebut pel públic.
- Francesco Uetam, primer baix, ja conegut del públic que, com en altres temporades, li va testificar la seva simpatia pels dots artístics. Va acabar el contracte a la fi de març.
- Agustí Rodas, primer baix, que fou contractat durant tota la temporada.
- A primers d'abril va debutar el primer baix Dondi, de veu bastant robusta, fresca i espontània, amb un estil de cant sobri i correcte. Encara que només va cantar a La forza del destino i en la missa de Rèquiem de Verdi, va ser ben rebut i aplaudit del públic.
- A més, van formar part de la companyia el tenor Berlochi, el baríton C. Camins i el baix F. Viñals, els tres comprimaris.

| Temporada 1876-1877 del Liceu |                          |                  |                   | |           |                                                                   |
| Òpera                         | Compositor               | Director musical | Director d'escena | Papers principals | Producció | Dates                                                             |
| Don Carlo                     | Giuseppe Verdi           |                  |                   | Romilda Pantaleoni, Rosina Vercolini Tay, Francesco Tamagno, Massimo Ciapini, Pietro Milesi, Augustin Rodas                                                                                                |           | octubre                                                           |
| La traviata                   | Giuseppe Verdi           | Eusebi Dalmau    | J. B. Laglaire    | Jeanne Devriès-Dereims, Francesco Tamagno, Massimo Ciapini |           | octubre                                                           |
| Guglielmo Tell                | Gioachino Rossini        |                  |                   | Nazzareno Chelli, Jacques Roudil |           | novembre                                                          |
| Poliuto                       | Gaetano Donizetti        | Eusebi Dalmau    |                   | Massimo Ciapini, Giuseppe Luchesi, Francesco Tamagno, Romilda Pantaleoni (novembre, 4 desembre) / Berta Kauser (19 desembre) / Amalia Fossa-Gruitz (abril), Agustí Rodas, Argimiro Bertocchi, Segon Maimir |           | 4, 5, 29 novembre / 4, 19 desembre 1876/ 7, 8, 12, 26 abril       |
| Rigoletto                     | Giuseppe Verdi           | Eusebi Dalmau    |                   | Lorenzo Chelli, Jules Roudil, Jeanne Devriès-Dereims (10, 14 novembre) / Josefina Senespleda (la resta), Agustí Rodas, Giulia Prandi, Maria Sandoni, mare, Francesc Viñals                                 |           | 10, 14, 21 novembre / 9, 22, 30 desembre / 12 gener               |
| L'Africana                    | Giacomo Meyerbeer        |                  |                   | Romilda Pantaleoni, Maria Sandoni, Francesco Tamagno, Jacques Roudil, Pietro Milesi, Augustin Rodas |           | novembre                                                          |
| Charles VI                    | Jacques Fromental Halévy |                  |                   | Clementine de Vere, Rosina Vercolini Tay, Juan Roudil, Pietro Milesi |           | 30 de novembre                                                    |
| Faust                         | Charles Gounod           |                  |                   | Clementine de Vere/Josefina Senespleda, Luigi Maurelli/Nazzareno Chelli, Massimo Ciapini, Giorgio Atry/Francisco Uetam                                                                                     |           | desembre                                                          |
| Il trovatore                  | Giuseppe Verdi           | Eusebi Dalmau    |                   | Jules Roudil, Carolina Casanova de Cepeda (desembre, gener, febrer) / Amalia Fossa Gruitz (maig), Rosa Vercolini-Tay, Francesco Tamagno, Agustí Rodas, Carolina Mugnaschi, Argimiro Bertocchi, Juli Faix   |           | 14, 17, 25 desembre 1876 / 1, 7, 9 gener / 14, 21 febrer / 1 maig |
| Les Hugonotes                 | Giacomo Meyerbeer        |                  |                   | Carolina Casanova de Cepeda, Josefina Senespleda, Giulia Prandi, Francesco Tamagno, Massimo Ciapini, Francisco Uetam, Augustin Rodas                                                                       |           | desembre                                                          |
| Roberto il diavolo            | Giacomo Meyerbeer        |                  |                   | Carolina Casanova de Cepeda, Francesco Tamagno, Francisco Uetam |           | gener                                                             |
| Otello                        | Giuseppe Verdi           |                  |                   | Giuseppina Caruzzi Bedogni, Augusto Fernando, Nazzareno Chelli, Jacques Roudil, Augustin Rodas |           | gener                                                             |
| Ernani                        | Giuseppe Verdi           |                  |                   | Carolina Casanova de Cepeda, Francesco Tamagno, Jacques Roudil, Francisco Uetam |           | gener                                                             |
| Mignon                        | Ambroise Thomas          |                  |                   | Giuseppina Caruzzi Bedogni, Mathilde Bauermeister, Giulia Prandi, Alessandro Bettini, Pietro Milesi, Massimo Ciapini                                                                                       |           | febrer                                                            |
| Aida                          | Giuseppe Verdi           |                  |                   | Carolina Casanova de Cepeda, Rosina Vercolini Tay, Francesco Tamagno, Massimo Ciapini/Jacques Roudil, Francisco Uetam, Pietro Milesi                                                                       |           | 25 de febrer                                                      |
| Guzmán el bueno               | Tomás Bretón             |                  |                   | |           | 9 de febrer                                                       |
| Aida                          | Giuseppe Verdi           |                  |                   | Teresa Singer, Rosina Vercolini Tay, Angelo De Sanctis, Jacques Roudil, Enrico Dondi, Pietro Milesi |           | april                                                             |
| Dinorah                       | Giacomo Meyerbeer        |                  |                   | Amalia Fossa, Maria Sandoni, Giulia Prandi, Angelo De Sanctis, Jacques Roudil, Augustin Rodas, Argimiro Bertocchi                                                                                          |           | april                                                             |
| Forza del Destino             | Giuseppe Verdi           |                  |                   | Amalia Fossa, Giulia Prandi, Angelo De Sanctis, Massimo Ciapini, Enrico Dondi, Josep Camins |           | abril                                                             |
| Un ballo in maschera          | Giuseppe Verdi           | Eusebi Dalmau    |                   | Teresa Singer, Maria Sandoni, Giulia Prandi, Angelo De Sanctis, Massimo Ciapini, Agustí Rodas, Francesc Viñals                                                                                             |           | 13 de maig                                                        |
| Lucia di Lammermoor           | Gaetano Donizetti        |                  |                   | Amalia Fossa, Francesco Tamagno, Jacques Roudil, Augustin Rodas, Argimiro Bertocchi, Josip Camins, Carolina Mugnaschi                                                                                      |           | maig                                                              |
| Requiem                       | Giuseppe Verdi           |                  |                   | Teresa Singer, Rosina Vercolini Tay, Francesco Tamagno, Enrico Dondi |           | maig                                                              |